# Municipio di Fürstenwalde
Il municipio di Fürstenwalde (in tedesco Rathaus Fürstenwalde) è il palazzo municipale della città tedesca di Fürstenwalde/Spree.
In considerazione della sua importanza storica e architettonica, è posto sotto tutela monumentale (Denkmalschutz).

## Storia
Il municipio venne costruito intorno al 1500; al 1511 risale il portico e al 1624 la facciata orientale con la torre.
L'edificio fu gravemente danneggiato nel 1945, durante la seconda guerra mondiale, e restaurato dal 1961 al 1968.

## Caratteristiche
L'edificio, di aspetto tardogotico, conta due piani ed ha facciate intonacate ingentilite dalle cornici delle finestre in mattoni a vista.
La facciata occidentale si caratterizza per l'alto frontone con mattoni disposti a formare un motivo geometrico; alla facciata orientale, originariamente porticata, venne apposta nel 1624 una torre a pianta quadrata.